# 7250 Kinoshita
7250 Kinoshita (1992 SG1) là một tiểu hành tinh vành đai chính được phát hiện ngày 23 tháng 9 năm 1992 bởi K. Endate và K. Watanabe ở Kitami.